# Indice a catena
Gli indici a catena (in inglese chain indexes) sono tutti i numeri indici, di volumi e prezzi, costruiti con la cosiddetta metodologia del concatenamento, in cui l'anno di riferimento (reference year) viene modificato in ogni periodo.
Questi indici si contrappongono ai cosiddetti indici a base fissa, in cui al contrario l'anno base viene mantenuto costante per un certo numero di periodi.
In termini formali, indicando con {\displaystyle \ I(0,t)} un certo numero indice calcolato per l'intervallo tra 0 e t, nel concatenamento questo si ottiene come segue:
{\displaystyle I(0,t)=\prod _{i=0}^{t-1}I(i,i+1)=I(0,1)\cdot I(1,2)\cdot \ldots \cdots I(t-1,t)}
Quindi l'indice per il periodo tra 0 e t viene ottenuto come prodotto di t indici calcolati tra due periodi consecutivi.

## Vantaggi e svantaggi degli indici a catena
L'implementazione di indici a catena comporta la necessità di aggiornare in ogni periodo (l'anno per gli indici di contabilità nazionale) il sistema di ponderazioni. Quindi aumenta il carico di lavoro degli uffici statistici. 
Così, ad esempio, l'adozione del metodo del concatenamento per la costruzione dell'Indice dei Prezzi al Consumo (IPC), fatta a partire dal 2005 per conformarsi agli standard EUROSTAT, obbliga l'ISTAT ad aggiornare annualmente il paniere di riferimento per il calcolo dell'indice dei prezzi di Laspeyres.
D'altra parte l'adozione di indici a catena evita la necessità del cosiddetto ribasamento, cioè la revisione delle serie storiche di prezzi e volumi ad ogni modifica dell'anno base.
Poiché nessuno dei numeri indici di fatto adottati (Laspeyres, Paasche, Fisher e Törnqvist) gode della proprietà di transitività (o circolarità), l'indice a catena sarà in genere diverso dal corrispondente indice a base fissa laddove non si tratti di due periodi consecutivi.
Così, ad esempio, l'IPC nel 2000 anno base 1995 sarà diverso dall'indice a catena corrispondente, calcolato moltiplicando i cinque indici di prezzo riferiti a due periodi consecutivi  (1996 anno base 1995, 1997 anno base 1996,..., 2000 anno base 1999).
Va tuttavia notato che, sebbene nessuno degli indici goda della proprietà di transitività, per cui ci sarà sempre una divergenza tra  le due tipologie di indice, tale divergenza sarà minore nel caso si adottino nella costruzione degli indici a catena gli indici di Fisher o Törnqvist.
Va altresì notato che, data la divergenza tra indici a base fissa e indici a catena, anche se si utilizzano indici di Laspeyres o di Paasche per la costruzione di misure di volume, si perde la proprietà dell'additività: la proprietà delle misure di volume per cui dalla somma delle componenti deflazionate di un aggregato si ottiene l'aggregato totale a sua volta deflazionato. Tale proprietà permette di ottenere il valore totale di un aggregato dalla somma dei suoi componenti, similmente a quanto avviene nelle valutazioni a prezzi correnti.
Il principale vantaggio del concatenamento è che "viene utilizzato un sistema di ponderazione che si rinnova annualmente in virtù delle dinamiche del mercato e questo garantisce la migliore rappresentazione della crescita reale degli aggregati economici." (ISTAT, Gli indici a catena per la contabilità nazionale).

### Dimostrazione della non additività
Un indice di Laspeyres dei prezzi viene calcolato come somma di indici di prezzo semplici, riferiti ad un singolo prodotto, ciascuno ponderato secondo le quantità del tempo base; indicando con N il numero dei prodotti, con pi0 e qi0 prezzo e quantità al tempo base del prodotto i-esimo, con pi1 il suo prezzo al tempo corrente, l'indice viene calcolato come segue:
{\displaystyle L_{0,1}={\frac {\sum _{i=1}^{N}p_{i1}q_{i0}}{\sum _{i=1}^{N}p_{i0}q_{i0}}}}
Gli N addendi della somma al numeratore possono essere raggruppati in vari modi; ad esempio, si possono ordinare i prodotti in modo che i primi NA siano i prodotti alimentari (A) ed i successivi N-NA siano i prodotti non alimentari (B):
{\displaystyle \ {\begin{aligned}L_{0,1}&={\frac {\sum _{i=1}^{N_{A}}p_{i1}q_{i0}+\sum _{i=(N_{A}+1)}^{N}p_{i1}q_{i0}}{\sum _{i=1}^{N}p_{i0}q_{i0}}}={\frac {\sum _{i=1}^{N_{A}}p_{i1}q_{i0}}{\sum _{i=1}^{N}p_{i0}q_{i0}}}+{\frac {\sum _{i=(N_{A}+1)}^{N}p_{i1}q_{i0}}{\sum _{i=1}^{N}p_{i0}q_{i0}}}=\\&={\frac {\sum _{i=1}^{N_{A}}p_{i1}q_{i0}}{\sum _{i=1}^{N}p_{i0}q_{i0}}}\cdot {\frac {\sum _{i=1}^{N_{A}}p_{i0}q_{i0}}{\sum _{i=1}^{N_{A}}p_{i0}q_{i0}}}+{\frac {\sum _{i=(N_{A}+1)}^{N}p_{i1}q_{i0}}{\sum _{i=1}^{N}p_{i0}q_{i0}}}\cdot {\frac {\sum _{i=(N_{A}+1)}^{N}p_{i0}q_{i0}}{\sum _{i=(N_{A}+1)}^{N}p_{i0}q_{i0}}}=\\&={\frac {\sum _{i=1}^{N_{A}}p_{i1}q_{i0}}{\sum _{i=1}^{N_{A}}p_{i0}q_{i0}}}\cdot {\frac {\sum _{i=1}^{N_{A}}p_{i0}q_{i0}}{\sum _{i=1}^{N}p_{i0}q_{i0}}}+{\frac {\sum _{i=(N_{A}+1)}^{N}p_{i1}q_{i0}}{\sum _{i=(N_{A}+1)}^{N}p_{i0}q_{i0}}}\cdot {\frac {\sum _{i=(N_{A}+1)}^{N}p_{i0}q_{i0}}{\sum _{i=1}^{N}p_{i0}q_{i0}}}\\&={\frac {\sum _{i=1}^{N_{A}}p_{i1}q_{i0}}{\sum _{i=1}^{N_{A}}p_{i0}q_{i0}}}\cdot v_{0}^{A}+{\frac {\sum _{i=(N_{A}+1)}^{N}p_{i1}q_{i0}}{\sum _{i=(N_{A}+1)}^{N}p_{i0}q_{i0}}}\cdot v_{0}^{B}\end{aligned}}}
Si ottiene così l'indice dei prezzi generale come somma dell'indice dei prezzi dei prodotti alimentari, LA0,1, ponderato con la quota della spesa per prodotti alimentari sul totale della spesa al tempo base, e dell'indice dei prezzi dei prodotti non alimentari, LB0,1, ponderato con la quota della relativa spesa sempre al tempo base. Lo sviluppo è simile a quello del tasso di crescita della somma di due variabili; i pesi vA0 e vB0 sono i contributi alla crescita dell'indice generale dei prezzi da parte, rispettivamente, dei prodotti alimentari e non alimentari.
Si considerino ora un indice concatenato generale per il tempo 2:
{\displaystyle L_{0,2}=L_{0,1}L_{1,2}=(L_{0,1}^{A}v_{0}^{A}+L_{0,1}^{B}v_{0}^{B})(L_{1,2}^{A}v_{1}^{A}+L_{1,2}^{B}v_{1}^{B})}
e gli indici concatenati settoriali:
{\displaystyle {\begin{cases}L_{0,2}^{A}=L_{0,1}^{A}L_{1,2}^{A}\\L_{0,2}^{B}=L_{0,1}^{B}L_{1,2}^{B}\end{cases}}}
Se gli indici concatenati fossero additivi, dovrebbe verificarsi la seguente uguaglianza:
{\displaystyle L_{0,2}=(L_{0,1}^{A}v_{0}^{A}+L_{0,1}^{B}v_{0}^{B})(L_{1,2}^{A}v_{1}^{A}+L_{1,2}^{B}v_{1}^{B})=(L_{0,1}^{A}L_{1,2}^{A})v_{1}^{A}+(L_{0,1}^{B}L_{1,2}^{B})v_{1}^{B}}
Ciò potrebbe accadere alle seguenti condizioni:
- riscrivendo l'uguaglianza nella forma:
   {\displaystyle (L_{0,1}^{A}v_{0}^{A}+L_{0,1}^{B}v_{0}^{B})(L_{1,2}^{A}v_{1}^{A})+(L_{0,1}^{A}v_{0}^{A}+L_{0,1}^{B}v_{0}^{B})(L_{1,2}^{B}v_{1}^{B})=(L_{0,1}^{A})(L_{1,2}^{A}v_{1}^{A})+(L_{0,1}^{B})(L_{1,2}^{B}v_{1}^{B})}
si vede che sarebbe verificata se risultasse:
   {\displaystyle L_{0,1}^{A}v_{0}^{A}+L_{0,1}^{B}v_{0}^{B}=L_{0,1}^{A}=L_{0,1}^{B}}
ovvero:
   {\displaystyle L_{0,1}=L_{0,1}^{A}=L_{0,1}^{B}}
l'additività verrebbe quindi rispettata se dal tempo 0 al tempo 1 i prezzi dei prodotti alimentari e quelli dei prodotti non alimentari fossero variati esattamente nella stessa misura, che sarebbe ovviamente uguale a quella della variazione del livello generale dei prezzi;
- riscrivendo l'uguaglianza nella forma:
   {\displaystyle \left((L_{0,1}^{A}v_{0}^{A}+L_{0,1}^{B}v_{0}^{B})-L_{0,1}^{A}\right)(L_{1,2}^{A}v_{1}^{A})+\left((L_{0,1}^{A}v_{0}^{A}+L_{0,1}^{B}v_{0}^{B})-L_{0,1}^{B}\right)(L_{1,2}^{B}v_{1}^{B})=0}
e notando che:
   {\displaystyle v_{0}^{A}=1-v_{0}^{B},\quad v_{0}^{B}=1-v_{0}^{A}}
i coefficienti per cui vengono moltiplicati gli indici settoriali dal tempo 1 al tempo 2 con i relativi pesi possono essere elaborati come segue:
   {\displaystyle (L_{0,1}^{A}v_{0}^{A}+L_{0,1}^{B}v_{0}^{B})-L_{0,1}^{A}=(L_{0,1}^{A}-L_{0,1}^{A}v_{0}^{B}+L_{0,1}^{B}v_{0}^{B})-L_{0,1}^{A}=(L_{0,1}^{B}-L_{0,1}^{A})v_{0}^{B}}
   {\displaystyle (L_{0,1}^{A}v_{0}^{A}+L_{0,1}^{B}v_{0}^{B})-L_{0,1}^{B}=(L_{0,1}^{A}v_{0}^{A}+L_{0,1}^{B}-L_{0,1}^{B}v_{0}^{A})-L_{0,1}^{B}=(L_{0,1}^{A}-L_{0,1}^{B})v_{0}^{A}}
sostituendo nell'uguaglianza come sopra riscritta, si ottiene:
   {\displaystyle (L_{0,1}^{B}-L_{0,1}^{A})v_{0}^{B}L_{1,2}^{A}v_{1}^{A}-(L_{0,1}^{B}-L_{0,1}^{A})v_{0}^{A}L_{1,2}^{B}v_{1}^{B}=0}
ovvero:
   {\displaystyle {\frac {L_{1,2}^{A}}{L_{1,2}^{B}}}={\frac {v_{0}^{A}v_{1}^{B}}{v_{0}^{B}v_{1}^{A}}}={\frac {v_{1}^{B}/v_{0}^{B}}{v_{1}^{A}/v_{0}^{A}}}}
si avrebbe quindi additività se la variazione dei prezzi nei due settori dal tempo 1 al tempo 2 fosse esattamente inversamente proporzionale a quella verificatasi nei volumi relativi dal tempo 0 al tempo 1.

Si tratta di condizioni alquanto restrittive; in generale, pertanto, l'additività non è soddisfatta.